# Kanton Roanne-Nord
Kanton Roanne-Nord (francouzsky Canton de Roanne-Nord) je francouzský kanton v departementu Loire v regionu Rhône-Alpes. Tvoří ho 4 obce.

## Obce kantonu
- La Bénisson-Dieu
- Briennon
- Mably
- Roanne (část)